# مات يونغ (لاعب كرة قاعدة أمريكي)
مات يونغ (بالإنجليزية: Matt Young) هو لاعب كرة قاعدة أمريكي، ولد في 9 أغسطس 1958 في باسادينا في الولايات المتحدة.

## وصلات خارجية
- مات يونغ (لاعب كرة قاعدة أمريكي) على موقعبيزبول رفرنس.كوم (الدوري الرئيسي) (الإنجليزية)
- مات يونغ (لاعب كرة قاعدة أمريكي) على موقعبيزبول رفرنس.كوم (الدوري الثانوي) (الإنجليزية)